# 愛東町
愛東町（あいとうちょう）は、滋賀県愛知郡にかつて存在した町。

## 歴史
- 1955年（昭和30年）2月11日 - 愛知郡角井村・西小椋村が合併して愛知郡愛東村が発足。
- 1971年（昭和46年）2月11日 - 町制施行して愛東町となる。
- 2005年（平成17年）2月11日 - 八日市市・愛知郡湖東町・神崎郡永源寺町・五個荘町と合併して東近江市が発足[2]。同日愛東町廃止。

## 学校
小学校
- 愛東町立愛東南小学校
- 愛東町立愛東北小学校

中学校
- 愛東町立愛東中学校

## 交通

### 一般国道
- 国道307号

## 名所・史跡
- 百済寺（湖東三山の一つ）
- 引接寺
- 東光寺
- 鯰江城址
- 小倉城址
- 道の駅東近江市あいとうマーガレットステーション

## 姉妹都市・提携都市
「あいのまち交流」と称して、自治体名に「愛」の文字がある以下の自治体と交流を行っている。
- 北海道上川郡愛別町
- 神奈川県愛甲郡愛川町
- 長崎県南高来郡愛野町（現雲仙市）